# Ewa Mes
Ewa Monika Mes (ur. 6 maja 1951 we Włókach) – polska polityk, urzędnik samorządowy, w latach 2010–2015 wojewoda kujawsko-pomorski.

## Życiorys
Ukończyła studia licencjackie w Wyższej Szkole Pedagogicznej w Bydgoszczy na kierunku administracja. Tytuł zawodowy magistra z zakresu administracji uzyskała w Wyższej Szkole Zarządzania i Bankowości w Poznaniu. Pracowała w spółdzielni rolniczej w Dobrczu, następnie w urzędach gmin: Dobrcz (w latach 1973–1990 jako m.in. kierownik urzędu stanu cywilnego) i Świekatowo (w latach 1990–2008 jako pełnomocnik ds. ochrony informacji niejawnych). Od 1998 do 2002 pełniła funkcję przewodniczącej rady pierwszej z tych gmin. Została także działaczką Ochotniczej Straży Pożarnej. W 2008 została zatrudniona w urzędzie marszałkowskim, początkowo na stanowisku naczelnika wydziału, w 2009 została powołana na kierownika przedstawicielstwa urzędu w Bydgoszczy.
14 grudnia 2010 premier Donald Tusk powierzył jej urząd wojewody kujawsko-pomorskiego. 12 grudnia 2011 ponownie powierzył jej tę funkcję, pełniła ją do 8 grudnia 2015.
Zaangażowała się w działalność Polskiego Stronnictwa Ludowego, weszła w skład władz regionalnych i powiatowych (została prezesem zarządu w powiecie bydgoskim). Z list tej partii kandydowała w różnych wyborach, m.in. w 2002, 2006, 2010, 2014 i 2018 do sejmiku kujawsko-pomorskiego (w 2014 skutecznie, jednak nie objęła mandatu, pozostając na stanowisku wojewody), w 2011, 2015 i 2019 do Sejmu oraz w 2014 do Parlamentu Europejskiego. W 2023 objęła zwolniony mandat radnej sejmiku; nie utrzymała go w wyborach w 2024.

## Odznaczenia
W 2005 otrzymała Brązowy Krzyż Zasługi, a w 2016 Brązową Odznakę „Zasłużony dla Ochrony Przeciwpożarowej”.

## Życie prywatne
Jest mężatką, ma córkę i syna; zamieszkała we Włókach.